# Završnice NBA
Završnica NBA ili finale NBA  posljednja je serija NBA doigravanja u sezoni. Sve završnice NBA igrane su u formatu od 7 utakmica, a za naslov se bore prvaci Istočne i Zapadne konferencije. Pobjednička momčad osvaja "Larry O'Brien" trofej. Domaće i gostujuće utakmice, do 1985. godine, igrale su se u formatu 2–2–1–1–1 što je značilo da momčad s boljim omjerom igra 1., 2., 5. i 7. domaću utakmicu. Od te 1985. format je preoblikovan u 2–3–2 što znači da momčad s boljim omjerom igra 1., 2., 6. i 7. domaću utakmicu. Predstavnici Istočne konferencije protiv onih iz Zapadne konferencije vode omjerom 36-27. Minneapolis/Los Angeles Lakersi i Boston Celticsi zajedno su osvojili čak 33 od ukupno 64 naslova.

## Trofeji

### Trofej "Walter A. Brown"
Trofej "Walter A. Brown" dodjeljivao se BAA/NBA prvacima u razdoblju od 1949. do 1977. godine. Nakon osvajanja, svaka momčad ga je mogla zadržati u svom vlasništvu godinu dana, a nakon poraza predan je novim pobjednicima, osim ako ga je ista momčad ponovno osvojila. Takav način dodjele danas se primjenjuje u NHL-u, tj. prema osvajačima Stanleyjeva kupa. Ovaj trofej smatra se originalnim i izvornim trofejem NBA finala, a biva zamijenjen 1984. trofejem "Larry O'Brien". Momčad s najviše osvojenih naslova u tom radoblju bila je momčad Celticsa koja je ovaj trofej osvojila 14 puta, najviše u povijesti lige. U razdoblju od 1957. do 1969. Celticsi su, od ukupno 13 finala, osvojili 11 naslova prvaka, tj. osam puta zaredom. Posljednji dobitnici trofeja bili su Philadelphia 76ersi koji su u finalu 1983. godine svladali Los Angeles Lakerse.

### Trofej "Larry O'Brien"
Trofej je mase oko 6,5 kg i visine oko 60 cm, a napravljen je od sterling srebra i vermeila s presvlakom od 24 karatnog zlata. Napravljen je tako da podsjeća na to kako lopta prolazi kroz obruč. Zlatna lopta veličine je regularne lopte koja se koristi u utakmicama NBA lige. Trofej vrijedi nešto više od 13,500 dolara, a svake godine ga izrađuje tvrtka Tiffany & Co. Svaka momčad poslije osvajanja ovog trofeja ima ga pravo zadržati u svojoj dvorani, a nakon godinu dana dobije kopiju trofeja. Prva momčad koja je osvojila ovaj trofej su Boston Celticsi koji su u NBA finalu 1984. svladali Los Angeles Lakerse. Lakersi su ovaj trofej osvajali sedam, a Chicago Bullsi šest puta.

## Pobjednici
| Boldirano | Pobjednička momčad NBA finala                       |
| *         | Momčad s izjednačenim ili najboljim omjerom sezone. |

### BAA prvaci
| Godina | Finalist              | Rezultat | Finalist              | Izvori |
| ------ | --------------------- | -------- | --------------------- | ------ |
| 1947.  | Philadelphia Warriors | 4–1      | Chicago Stags         | [ 1 ]  |
| 1948.  | Baltimore Bullets     | 4–2      | Philadelphia Warriors | [ 2 ]  |
| 1949.  | Minneapolis Lakers    | 4–2      | Washington Capitols   | [ 3 ]  |

### NBA prvaci
| Godina   | Pobjednik Zapadne konferencije | Rezultat | Pobjednik Istočne konferencije | Izvori      |
| -------- | ------------------------------ | -------- | ------------------------------ | ----------- |
| 1950.    | Minneapolis Lakers[b]          | 4–2      | Syracuse Nationals*            | [ 4 ] [ 5 ] |
| 1951.    | Rochester Royals               | 4–3      | New York Knicks                | [ 6 ]       |
| 1952.    | Minneapolis Lakers             | 4–3      | New York Knicks                | [ 7 ]       |
| 1953.    | Minneapolis Lakers*            | 4–1      | New York Knicks                | [ 8 ]       |
| 1954.    | Minneapolis Lakers*            | 4–3      | Syracuse Nationals             | [ 9 ]       |
| 1955.    | Ft. Wayne Pistons              | 3–4      | Syracuse Nationals*            | [ 10 ]      |
| 1956.    | Ft. Wayne Pistons              | 1–4      | Philadelphia Warriors*         | [ 11 ]      |
| 1957.    | St. Louis Hawks                | 3–4      | Boston Celtics*                | [ 12 ]      |
| 1958.    | St. Louis Hawks                | 4–2      | Boston Celtics*                | [ 13 ]      |
| 1959.    | Minneapolis Lakers             | 0–4      | Boston Celtics*                | [ 14 ]      |
| 1960.    | St. Louis Hawks                | 3–4      | Boston Celtics*                | [ 15 ]      |
| 1961.    | St. Louis Hawks                | 1–4      | Boston Celtics*                | [ 16 ]      |
| 1962.    | Los Angeles Lakers             | 3–4      | Boston Celtics*                | [ 17 ]      |
| 1963.    | Los Angeles Lakers             | 2–4      | Boston Celtics*                | [ 18 ]      |
| 1964.[c] | San Francisco Warriors         | 1–4      | Boston Celtics*                | [ 19 ]      |
| 1965.    | Los Angeles Lakers             | 1–4      | Boston Celtics*                | [ 20 ]      |
| 1966.    | Los Angeles Lakers             | 3–4      | Boston Celtics                 | [ 21 ]      |
| 1967.    | San Francisco Warriors         | 2–4      | Philadelphia 76ers*            | [ 22 ]      |
| 1968.    | Los Angeles Lakers             | 2–4      | Boston Celtics                 | [ 23 ]      |
| 1969.    | Los Angeles Lakers             | 3–4      | Boston Celtics                 | [ 24 ]      |
| 1970.    | Los Angeles Lakers             | 3–4      | New York Knicks*               | [ 25 ]      |
| 1971.    | Milwaukee Bucks*               | 4–0      | Baltimore Bullets              | [ 26 ]      |
| 1972.    | Los Angeles Lakers*            | 4–1      | New York Knicks                | [ 27 ]      |
| 1973.    | Los Angeles Lakers             | 1–4      | New York Knicks                | [ 28 ]      |
| 1974.    | Milwaukee Bucks*               | 3–4      | Boston Celtics                 | [ 29 ]      |
| 1975.    | Golden State Warriors          | 4–0      | Washington Bullets*            | [ 30 ]      |
| 1976.    | Phoenix Suns                   | 2–4      | Boston Celtics                 | [ 31 ]      |
| 1977.[d] | Portland Trail Blazers         | 4–2      | Philadelphia 76ers             | [ 32 ]      |
| 1978.    | Seattle SuperSonics            | 3–4      | Washington Bullets             | [ 33 ]      |
| 1979.    | Seattle SuperSonics            | 4–1      | Washington Bullets*            | [ 34 ]      |
| 1980.    | Los Angeles Lakers             | 4–2      | Philadelphia 76ers             | [ 35 ]      |
| 1981.    | Houston Rockets                | 2–4      | Boston Celtics*                | [ 36 ]      |
| 1982.    | Los Angeles Lakers             | 4–2      | Philadelphia 76ers             | [ 37 ]      |
| 1983.    | Los Angeles Lakers             | 0–4      | Philadelphia 76ers*            | [ 38 ]      |
| 1984.[e] | Los Angeles Lakers             | 3–4      | Boston Celtics*                | [ 39 ]      |
| 1985.    | Los Angeles Lakers             | 4–2      | Boston Celtics*                | [ 40 ]      |
| 1986.    | Houston Rockets                | 2–4      | Boston Celtics*                | [ 41 ]      |
| 1987.    | Los Angeles Lakers*            | 4–2      | Boston Celtics                 | [ 42 ]      |
| 1988.    | Los Angeles Lakers*            | 4–3      | Detroit Pistons                | [ 43 ]      |
| 1989.    | Los Angeles Lakers             | 0–4      | Detroit Pistons*               | [ 44 ]      |
| 1990.    | Portland Trail Blazers         | 1–4      | Detroit Pistons                | [ 45 ]      |
| 1991.    | Los Angeles Lakers             | 1–4      | Chicago Bulls                  | [ 46 ]      |
| 1992.    | Portland Trail Blazers         | 2–4      | Chicago Bulls*                 | [ 47 ]      |
| 1993.    | Phoenix Suns*                  | 2–4      | Chicago Bulls                  | [ 48 ]      |
| 1994.    | Houston Rockets                | 4–3      | New York Knicks                | [ 49 ]      |
| 1995.    | Houston Rockets                | 4–0      | Orlando Magic                  | [ 50 ]      |
| 1996.    | Seattle SuperSonics            | 2–4      | Chicago Bulls*                 | [ 51 ]      |
| 1997.    | Utah Jazz                      | 2–4      | Chicago Bulls*                 | [ 52 ]      |
| 1998.    | Utah Jazz*                     | 2–4      | Chicago Bulls*                 | [ 53 ]      |
| 1999.    | San Antonio Spurs*             | 4–1      | New York Knicks                | [ 54 ]      |
| 2000.    | Los Angeles Lakers*            | 4–2      | Indiana Pacers                 | [ 55 ]      |
| 2001.    | Los Angeles Lakers             | 4–1      | Philadelphia 76ers             | [ 56 ]      |
| 2002.    | Los Angeles Lakers             | 4–0      | New Jersey Nets                | [ 57 ]      |
| 2003.    | San Antonio Spurs*             | 4–2      | New Jersey Nets                | [ 58 ]      |
| 2004.    | Los Angeles Lakers             | 1–4      | Detroit Pistons                | [ 59 ]      |
| 2005.    | San Antonio Spurs              | 4–3      | Detroit Pistons                | [ 60 ]      |
| 2006.    | Dallas Mavericks               | 2–4      | Miami Heat                     | [ 61 ]      |
| 2007.    | San Antonio Spurs              | 4–0      | Cleveland Cavaliers            | [ 62 ]      |
| 2008.    | Los Angeles Lakers             | 2–4      | Boston Celtics*                | [ 63 ]      |
| 2009.    | Los Angeles Lakers             | 4–1      | Orlando Magic                  | [ 64 ]      |
| 2010.    | Los Angeles Lakers             | 4–3      | Boston Celtics                 | [ 65 ]      |
| 2011.    | Dallas Mavericks               | 4–2      | Miami Heat                     | [ 66 ]      |
| 2012.    | Oklahoma City Thunder          | 1–4      | Miami Heat                     | [ 67 ]      |
| 2013.    | San Antonio Spurs              | 3–4      | Miami Heat*                    | [ 68 ]      |
| 2014.    | San Antonio Spurs*             | 4–1      | Miami Heat                     | [ 69 ]      |
| 2015.    | Golden State Warriors*         | 4–2      | Cleveland Cavaliers            |             |
| 2016.    | Golden State Warriors          | 3–4      | Cleveland Cavaliers*           |             |
| 2017.    | Golden State Warriors*         | 4–1      | Cleveland Cavaliers            |             |
| 2018.    | Golden State Warriors          | 4–0      | Cleveland Cavaliers            |             |
| 2019.    | Toronto Raptors                | 4-2      | Golden State Warriors          |             |
| 2020.    | Los Angeles Lakers             | 4-2      | Miami Heat                     |             |

## Uspješnost klubova u finalima
| Klubovi                                           | Naslovi |
| ------------------------------------------------- | --- |
| Boston Celtics                                    | 18 (1957., 1959., 1960., 1961., 1962., 1963., 1964., 1965., 1966., 1968., 1969., 1974., 1976., 1981., 1984., 1986., 2008., 2024.) |
| Minneapolis / Los Angeles Lakers                  | 17 (1949., 1950., 1952., 1953., 1954., 1972., 1980., 1982., 1985., 1987., 1988, 2000., 2001., 2002., 2009., 2010., 2020.)         |
| Philadelphia / Golden State Warriors              | 7 (1947., 1956., 1975., 2015., 2017., 2018., 2022.)                                                                               |
| Chicago Bulls                                     | 6 (1991., 1992., 1993., 1996., 1997., 1998.)                                                                                      |
| San Antonio Spurs                                 | 5 (1999., 2003., 2005., 2007., 2014.)                                                                                             |
| Detroit Pistons                                   | 3 (1989., 1990., 2004.) |
| Syracuse Nationals / Philadelphia 76ers           | 3 (1955., 1967., 1983.) |
| Miami Heat                                        | 3 (2006., 2012., 2013.) |
| Houston Rockets                                   | 2 (1994., 1995.) |
| Milwaukee Bucks                                   | 2 (1971., 2021.) |
| New York Knicks                                   | 2 (1970., 1973.) |
| Baltimore Bullets (ugašeni 1954.)                 | 1 (1948.) |
| Dallas Mavericks                                  | 1 (2011.) |
| Portland Trail Blazers                            | 1 (1977.) |
| Rochester Royals (danas Sacramento Kings)         | 1 (1951.) |
| Seattle SuperSonics (danas Oklahoma City Thunder) | 1 (1979.) |
| St. Louis Hawks (danas Atlanta Hawks)             | 1 (1958.) |
| Washington Bullets (danas Washington Wizards)     | 1 (1978.) |
| Cleveland Cavaliers                               | 1 (2016.) |
| Denver Nuggets                                    | 1 (2023.) |
| Toronto Raptors                                   | 1 (2019.) |

## Napomene
- b  Po pravilima NBA lige u tri divizije, momčad s boljim regularnim omjerom, nakon divizijskog finala, odmah je prošla u NBA finale dok su ostale dvije momčadi igrale polufinale i pobjednik bi zauzeo mjesto drugog finalista. Pobjednik Istočne divizije bili su Syracuse Nationalsi te su imali i najbolji omjer sezone. Stoga su se Minneapolis Lakersi morali suočiti s Anderson Packersima za mjesto u finalu.[5]
- c  Trofej je preimenovan u Walter A. Brown.
- d  Trofej je preoblikovan.[70][71]
- e  Trofej je preimenovan u Larry O'Brien.

## Vanjske poveznice
- Prvaci NBA lige na NBA.com

| NBA finali      | NBA finali                                                                             |
| --------------- | -------------------------------------------------------------------------------------- |
|                 |                                                                                        |
| Tijekom 80-ih   | 1980. \| 1981. \| 1982. \| 1983. \| 1984. \| 1985. \| 1986. \| 1987. \| 1988. \| 1989. |
|                 |                                                                                        |
| Tijekom 90-ih   | 1990. \| 1991. \| 1992. \| 1993. \| 1994. \| 1995. \| 1996. \| 1997. \| 1998. \| 1999. |
|                 |                                                                                        |
| Tijekom 2000-ih | 2000. \| 2001. \| 2002. \| 2003. \| 2004. \| 2005. \| 2006. \| 2007. \| 2008. \| 2009. |
|                 |                                                                                        |
| Tijekom 2010-ih | 2010. \| 2011.                                                                         |

| NBA finali      | NBA finali                                                                             |
| --------------- | -------------------------------------------------------------------------------------- |
|                 |                                                                                        |
| Tijekom 80-ih   | 1980. \| 1981. \| 1982. \| 1983. \| 1984. \| 1985. \| 1986. \| 1987. \| 1988. \| 1989. |
|                 |                                                                                        |
| Tijekom 90-ih   | 1990. \| 1991. \| 1992. \| 1993. \| 1994. \| 1995. \| 1996. \| 1997. \| 1998. \| 1999. |
|                 |                                                                                        |
| Tijekom 2000-ih | 2000. \| 2001. \| 2002. \| 2003. \| 2004. \| 2005. \| 2006. \| 2007. \| 2008. \| 2009. |
|                 |                                                                                        |
| Tijekom 2010-ih | 2010. \| 2011.                                                                         |